# ریتا فن
ریتا فن شو لای‌تای (نام هنگام تولد شو چینگ-لی) (زادهٔ ۲۰ سپتامبر ۱۹۴۵) یک سیاستمدار ارشد هنگ‌کنگی است. او نخستین رئیس شورای قانون‌گذاری منطقه اداری ویژه هنگ‌کنگ از ۱۹۹۸ تا ۲۰۰۸ و عضو کمیته دائمی کنگره ملی خلق چین (NPCSC) بوده است.
فن برای نخستین بار در سال ۱۹۸۳ با انتصاب به شورای قانون‌گذاری دوران استعمار وارد سیاست شد و در سال ۱۹۸۹ به شورای اجرایی راه یافت تا آن‌که در سال ۱۹۹۲ از خدمات استعمار کناره‌گیری کرد. او پس از این دوران، رابطه‌ای نزدیک با مقامات پکن برقرار کرد و در آستانهٔ انتقال حاکمیت بر هنگ‌کنگ، به عنوان رئیس شورای قانون‌گذاری موقت منصوب‌شده توسط پکن آغاز به کار کرد. فن به عنوان رئیس شورای قانون‌گذاری منطقه اداری ویژه به فعالیت خود ادامه داد و در سال ۲۰۰۴ نخستین‌بار در انتخابات مستقیم حوزه جغرافیایی برای جزیره هنگ‌کنگ شرکت کرد.
فن در آستانهٔ بازنشستگی از شورای قانون‌گذاری در سال ۲۰۰۸، به عضویت کمیته دائمی کنگره ملی خلق چین (NPC) درآمد. او از سال ۱۹۹۷ به عنوان نماینده هنگ‌کنگ در کنگره ملی خلق چین فعالیت می‌کرد و تا زمان بازنشستگی در سال ۲۰۱۸ در کمیته دائمی خدمت کرد.

## اوایل زندگی و تحصیلات
فن در ۲۰ سپتامبر ۱۹۴۵ در شانگهای به دنیا آمد. پدرش، شو تا تونگ، یکی از سرمایه‌داران برجسته بود و به عنوان شریک تجاری و دستیار رئیس باند سبز، دو یوئه‌شنگ، فعالیت داشت. خانوادهٔ فن به همراه دو یوئه‌شنگ، پیش از سقوط شانگهای به دست حزب کمونیست چین در جریان جنگ داخلی چین و زمانی که ریتا تنها چهار سال داشت، به هنگ‌کنگ نقل‌مکان کردند.
نام انگلیسی ریتا به افتخار ستارهٔ هالیوودی ریتا هیورث برای او انتخاب شده است. فن در کالج دخترانه سنت استفان تحصیل کرد و سپس مدرک کارشناسی علوم در رشته شیمی و فیزیک را از دانشگاه هنگ‌کنگ دریافت کرد. پس از فارغ‌التحصیلی، به مدت هفت سال در دانشگاه مشغول به کار شد و در این مدت، مدرک کارشناسی ارشد روان‌شناسی را نیز اخذ کرد. او سپس به پلی‌تکنیک هنگ‌کنگ پیوست و به عنوان رئیس واحد امور دانشجویی و سپس معاون مدیر فعالیت کرد.

## فعالیت سیاسی در دوران استعمار
فن در سال ۱۹۸۳، با انتصاب توسط فرماندار ادوارد یود به شورای قانون‌گذاری، برای نخستین بار وارد عرصهٔ سیاست شد. او برای جلوگیری از هرگونه شبههٔ تضاد منافع، از سمت خود در پلی‌تکنیک هنگ‌کنگ استعفا داد. به‌عنوان هماهنگ‌کنندهٔ پنل امنیتی در شورای قانون‌گذاری، او به مشکل قاچاق خودروهای بین مرزی رسیدگی کرد. فن مقامات سرزمین اصلی را متقاعد کرد که تمام خودروهای مورد استفاده در سرزمین اصلی باید دارای فرمان سمت چپ باشند؛ این تصمیم سبب شد خودروهای فرمان راست هنگ‌کنگ دیگر بدون تغییرات فنی به سرزمین اصلی قاچاق نشوند. او همچنین از سال ۱۹۸۶ تا ۱۹۸۹ رئیس هیئت آموزش و از ۱۹۹۰ تا ۱۹۹۲ رئیس کمیسیون آموزش بود.
فن به‌شدت از آموزش به زبان مادری حمایت می‌کرد و پیشنهاد داد که دولت نسبت فارغ‌التحصیلان دانشگاهی معلمان دبستان را افزایش دهد. او همچنین تأکید داشت که دولت بریتانیایی هنگ‌کنگ باید پناهجویان قایق‌سوار ویتنامی را که در هنگ‌کنگ پناه گرفته بودند، برای حفظ منافع ساکنان هنگ‌کنگ به کشورشان بازگرداند.
در سال ۱۹۸۹، او توسط فرماندار دیوید ویلسون به شورای اجرایی منصوب شد. پس از نخستین انتخابات مستقیم شورای قانون‌گذاری که شاهد ظهور جناح حامی دموکراسی در مجلس بود، فن در سال ۱۹۹۱ به همراه اعضای منسوب به رهبری آلن لی گروه پارلمانی محافظه‌کار مرکز منابع همکاری را تشکیل داد که به‌سرعت به حزب لیبرال تبدیل شد. او تا زمانی که کریس پتن، فرماندار جدید، خواستار استعفای او برای اصلاحات در شورا شد، در شوراهای اجرایی و قانون‌گذاری خدمت کرد. به دلیل رویکرد تقابلی پتن در ارائهٔ اصلاحات انتخاباتی ۱۹۹۴ هنگ‌کنگ که با مخالفت شدید مقامات پکن روبه‌رو شد و فن آن را «تهدیدی برای انتقال نرم حاکمیت» می‌دانست، او در سال ۱۹۹۲ از هر دو شورا استعفا داد.

## رئیس شورای قانون‌گذاری

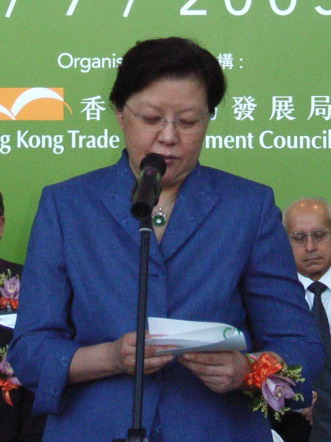
فن در سال ۲۰۰۵

پس از بازنشستگی از دولت استعماری، او به گروه امپراتور متعلق به آلبرت یونگ، که دارای سوابق کیفری متعددی بود، پیوست که این مسئله موجب بروز جنجال شد. در سال ۱۹۹۳، او تأسیس کمیته مقدماتی برای تأسیس منطقه اداری ویژه هنگ‌کنگ را پذیرفت. او بعدها توسط کمیته انتخاباتی ۴۰۰ نفره به شورای قانون‌گذاری موقت، که از سوی پکن منصوب شده بود و جناح حامی دموکراسی آن را مغایر قانون اساسی می‌دانست، انتخاب شد و به‌عنوان رئیس شورای قانون‌گذاری موقت منصوب گردید. با این حال او به‌خاطر تغییر موضعش به‌شدت مورد انتقاد قرار گرفت و او را «آفتاب‌پرست» و «جیانگ چینگ هنگ‌کنگ»، همسر رئیس مائو تسه‌تونگ و رهبر باند چهار نفره، خواندند.
شورای قانون‌گذاری موقت از واگذاری حاکمیت هنگ‌کنگ در ۱۹۹۷ عبور کرد. فن در انتخابات کمیته انتخاباتی برای نخستین انتخابات شورای قانون‌گذاری منطقه اداری ویژه در ۱۹۹۸ شرکت کرد. او سه دورهٔ متوالی به‌عنوان رئیس منتخب شورای قانون‌گذاری از ۱۹۹۸ خدمت کرد. فن در مدیریت جلسات و برخورد با اعضای رادیکالی همچون لیانگ کوک-هونگ که در نوامبر ۲۰۰۴ از صحن شورا اخراج شد، به شیوه‌ای محکم اما منصفانه و تحسین‌برانگیز عمل کرد.
در انتخابات قانون‌گذاری هنگ‌کنگ در سال ۲۰۰۴، او در جزیره هنگ‌کنگ و در حوزه جغرافیایی انتخابات مستقیم شرکت کرد. او بیش از ۶۵٬۰۰۰ رأی، معادل ۱۸٫۵ درصد از کل آرا، به دست آورد و تا زمان بازنشستگی در سال ۲۰۰۸ به خدمت خود در شورای قانون‌گذاری ادامه داد.

## کمیته دائمی کنگره ملی مردم
فن اولین بار در سال ۱۹۹۷ برای نمایندگی کنگره ملی مردم انتخاب شد. اندکی پیش از بازنشستگی‌اش از شورای قانون‌گذاری در سال ۲۰۰۸، فن به کمیته دائمی انتقال یافت.
در انتخابات رئیس اجرایی سال ۲۰۱۲، فن علاقه‌مندی خود را به این پست ابراز کرد. با وجود اینکه او در ابتدا در نظرسنجی‌ها پیشتاز بود، به دلیل اینکه شش ماه برای بررسی نامزدی‌اش وقت صرف کرد، حمایت و احترام عمومی زیادی را از دست داد. پس از حدس و گمان‌های زیاد، فن اعلام کرد که به دلیل سن و سلامتی‌اش که ممکن است در طول دوره رئیس اجرایی نگرانی ایجاد کند، در این انتخابات شرکت نخواهد کرد و به جای آن از وزیر ارشد اجرایی، هنری تانگ حمایت کرد. اما وقتی رابطه نامشروع هنری تانگ فاش شد، فن از حمایت خود از او عقب‌نشینی کرد. پس از اینکه لئونگ چون‌ینگ، رئیس سابق شورای اجرایی، در انتخابات پیروز شد، فن به انتقاداتش از دولت لئونگ ادامه داد. او معتقد بود که انتقاداتش از لئونگ باعث کاهش آرا او شده است که از ۲٬۸۹۶ به ۲٬۷۹۰ در دور بعدی انتخاباتش به کمیته دائمی در سال ۲۰۱۳ کاهش یافته است.
فن به دلیل محدودیت سنی غیررسمی ۷۰ سال در انتخابات کنگره ملی مردم ۲۰۱۷ برای نامزدی تلاش نکرد.

## پس از کمیته دائمی کنگره ملی مردم
در فوریه ۲۰۲۱، فن اعلام کرد که افرادی که می‌خواهند در شورای قانون‌گذاری شرکت کنند باید از سوی کمیته انتخاباتی نامزد شوند و شورای محلی باید از انتخاب رئیس اجرایی منع شود. علاوه بر این، فن ادعا کرد که «چرا در هنگ‌کنگ هرج و مرج دیده‌ایم؟ این به این دلیل است که غیرمیهن‌پرستان با نیت بد و کسانی که می‌خواهند از قدرت‌های خارجی برای تخریب شکوفایی و ثبات هنگ‌کنگ استفاده کنند، انتخاب شده‌اند. آنها سپس در شورای قانون‌گذاری و شوراهای محلی مشکل ایجاد کردند. این باعث شد هنگ‌کنگ جای نامطلوبی برای زندگی و کار شود.»
در مارس ۲۰۲۱، فن ادعا کرد که تغییرات انتخاباتی توسط کمیته دائمی کنگره ملی مردم برای اجازه به «میهن‌پرستان» برای خدمت در دولت، ممکن است به افشای زودتر از موعد حقایق دربارهٔ پست رئیس اجرایی منجر شود.
در اوت ۲۰۲۲، پس از اینکه جان لی و دیگر مقامات دولت نانسی پلوسی را به دلیل بازدید از تایوان مورد انتقاد قرار دادند، با وجود اینکه بند ۱۳ قانون اساسی تصریح می‌کند که دولت محلی مسئول امور خارجی نیست، فن گفت که اعمال لی و دولت با قانون اساسی تضاد نداشته‌اند.
در آوریل ۲۰۲۳، فن گفت که شوراهای محلی باید فقط ۲۲٪ صندلی‌های منتخب دموکراتیک داشته باشند تا از نیروهای غربی یا طرفداران استقلال تایوان محافظت کنند.